# Gonodonta hesione
Gonodonta hesione là một loài bướm đêm trong họ Noctuidae.